# Planeta 51
Planet 51 (bra/prt: Planeta 51) é um filme de animação hispano-britano-estadunidense de 2009, dos gêneros comédia, aventura e ficção científica, dirigido por Jorge Blanco, escrito por Joe Stillman e estrelado por Dwayne Johnson, Jessica Biel, Justin Long, Seann William Scott, Gary Oldman, e John Cleese.
Produzido pela Ilion Animation Studios e HandMade Films por US$ 70 milhões, foi adquirida pela distribuidora norte-americana New Line Cinema em Novembro de 2007. Planet 51 foi lançado mundialmente pela Sony Pictures (via TriStar Pictures) em 20 de Novembro de 2009. Foi inicialmente chamado de Planet One, mas foi renomeado para Planet 51. Com esse custo de produção, equivalente a € 49 milhões, Planet 51 é o filme mais caro já produzido na Espanha.